# Lois Butler
Lois Butler, nata Lois Reid (Montréal, 3 novembre 1897 – Il Pireo, 17 agosto 1970), è stata una sciatrice alpina e aviatrice canadese naturalizzata inglese.

## Biografia
Lois Butler è stata una sciatrice olimpica ed aviatrice.
Nel 1925 sposò in seconde nozze Alan Samuel Butler, presidente della De Havilland Aircraft Company, che le diede accesso a molte risorse che non sarebbero altrimenti disponibili, all'epoca, a una donna che volesse volare. Nel 1928 il duo (con la Butler come passeggero) raggiunse il record del mondo di velocità per un aereo leggero a due posti; l'anno successivo la Butler ottenne la licenza da pilota e dal 1930 iniziò a competere in gare come la King's cup air race e l'Europa Rundflug.
Luis Butler fu selezionata nel 1936 tra le atlete che dovevano rappresentare il Canada ai IV Giochi olimpici invernali, che si svolsero in Germania a Garmisch-Partenkirchen. Come altre sciatrici canadesi risiedeva al tempo in Europa e, dopo avere partecipato ad una breve sessione di allenamento in Svizzera, si recò sul luogo delle gare a proprie spese. Partecipò alla finale della combinata alpina femminile nella quale giunse quindicesima, davanti all'italiana Paula Wiesinger. Al termine dei giochi la sciatrice canadese dichiarò di essere stata molto colpita dalla cerimonia di chiusura, che fu a suo dire organizzata in modo meraviglioso, riferendosi in particolare alla precisione dei portabandiera e delle marce al passo effettuate alla presenza di Hitler.
Nel 1939 entrò nell'Air Transport Auxiliary (ATA). Prestò servizio nell'aviazione militare dal 1940 al termine del conflitto, raggiungendo il grado di first officer.
Dopo la guerra si congedò dall'aviazione e si trasferì la famiglia in Rhodesia, dove il marito acquistò una azienda agricola, e continuò a praticare sci. Morì in Grecia nel 1970, durante una vacanza.